# Apolônio de Perga
Apolônio de Perga (português brasileiro) ou Apolónio de Perga (português europeu) (Perge, 262 a.C. — 194 a.C.) foi um matemático e astrônomo grego da escola alexandrina (c. 261 a.C.), chamado de o Grande Geômetra. Viveu em Alexandria, Éfeso e Perge.

## Obra
Sua obra foi vasta e muito foi perdido:
- Resultado rápido, onde mostra métodos para efetuar cálculos rapidamente e também uma aproximação do número {\displaystyle \pi } mais precisa que a dada por Arquimedes;
- Dividir em uma razão(perdida), vários casos sobre o problema: dadas duas retas e um ponto em cada uma, traçar por um terceiro ponto dado uma reta que corte sobre as retas dadas segmentos que estejam numa razão dada;
- Cortar uma área;
- Sobre secção determinada, geometria analítica ;
- Tangências, onde consta o conhecida «problema de Apolônio»;
- Inclinações, sobre problemas planos utilizando régua e compasso;
- Lugares planos.

Como em muitas outras biografias antigas, Papo de Alexandria foi o responsável pela maior parte dessas informações. Segundo ele, seis das obras de Apolônio estavam em dois dos tratados mais avançados de Euclides, numa coleção que chamavam Tesouro da análise. Era uma coleção especialmente destinada aos que queriam estudar problemas que envolvessem curvas e seu conteúdo era na maior parte sobre o que chamamos hoje de geometria analítica, de autoria de Apolônio. Talvez esse tenha sido a razão pelo título "Grande Geômetra" que recebeu de seus contemporâneos. Apolônio de Perga escreveu sobre o parafuso ou a hélice cilíndrica. Também escreveu uma obra chamada Tratado universal, onde Apolônio examinava de maneira crítica os fundamentos da matemática. Desta obra conservaram-se fragmentos.

## As cônicas
Tratado composto de oito livros dos quais sobreviveram sete - A seção da relação, A seção do espaço, A seção determinada, As inclinações, Os lugares planos, Os contatos e Okytokion ( onde se determina um sistema de numeração mais prático do que o de Arquimedes) - As cônicas são a obra principal de Apolônio. As secções cônicas eram conhecidas há mais de um século quando essa obra foi escrita. Pelo menos duas exposições importantes eram conhecidas, as de Aristeu e Euclides. Porém assim como Os elementos substituíram textos anteriores, em um nível mais avançado a obra de Apolônio suplantou as demais no campo das secções cônicas, incluindo As cônicas do próprio Euclides.

## O problema de Apolônio
Esse problema consta do tratado Tangências e trata do seguinte: Dadas três coisas, cada uma das quais podendo ser um ponto, uma reta ou um círculo, traçar um círculo que é tangente a cada uma das três coisas. Aqui podemos encontrar dez casos, desde o mais simples, o caso de três pontos, até o mais difícil que é traçar um círculo tangente a outros três círculos. Este último caso foi considerado um desafio para os matemáticos dos século XVI e XVII que pensavam que o autor não o teria resolvido. Foi resolvido por Adriaan van Roomen no fim do século XVI, usando intersecção de cônicas. Muito pouco tempo depois, François Viète resolveu-o utilizando apenas de régua e compasso.

## Astronomia

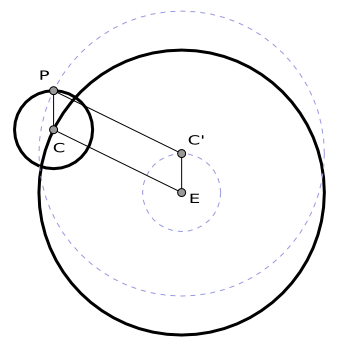
Esquema de movimento epicíclico

Nessa área Apolônio destacou-se como o autor de um modelo matemático muito aceito na antiguidade para a representação do movimento dos planetas. Eudoxo de Cnido havia usado esferas concêntricas mas Apolônio propôs dois sistemas alternativos baseados em movimentos epicíclicos e movimentos excêntricos. No primeiro caso assumia-se que um planeta {\displaystyle P} se move uniformemente ao longo de um epiciclo cujo centro {\displaystyle C} por sua vez se move uniformemente ao longo de um círculo maior com centro na terra, em {\displaystyle E.} No esquema excêntrico o planeta {\displaystyle P} se move ao longo de um círculo grande, cujo centro {\displaystyle C'} por sua vez se move em um círculo pequeno de centro em {\displaystyle E.} Se {\displaystyle PC=C'E,} os dois esquemas serão equivalentes. Enquanto o sistema das esferas homocêntricas, graças a Aristóteles, era o favorito, os esquemas que utilizavam ciclos e epiciclos, graças a Ptolomeu eram adotados por astrônomos que buscavam um refinamento maior nos detalhes e nas previsões.